# Schizotetranychus guatemalae-novae
Schizotetranychus guatemalae-novae är en spindeldjursart som först beskrevs av Stoll 1886.  Schizotetranychus guatemalae-novae ingår i släktet Schizotetranychus och familjen Tetranychidae. Inga underarter finns listade i Catalogue of Life.